# Пестерев, Георгий Иванович
Гео́ргий Ива́нович Пе́стерев (14 января 1918, с. Луковка, ныне Панкрушихинский район, Алтайский край — 9 ноября 1995, Новокузнецк, Кемеровская область) — командир орудия 275-го гвардейского истребительно-противотанкового артиллерийского полка 4-й гвардейской отдельной Речицко-Радомской истребительно-противотанковой артиллерийской бригады 69-й армии 1-го Белорусского фронта, гвардии старшина, Герой Советского Союза (21.02.1945).

## Биография
Родился в 1918 году в семье крестьянина. Русский. Окончил три класса средней школы. С 1934 года проживал в селе Осиновое Плесо Новокузнецкого района, работал в артели «Третья пятилетка», с 1937 года — лесорубом в Терсинском леспромхозе.
В Красной Армии с декабря 1942 года.
На фронтах Великой Отечественной войны с марта 1943 года.
В ходе Белорусской стратегической наступательной операции гвардии старшина Георгий Пестерев совершил выдающийся подвиг. Преодолевая сопротивление гитлеровцев, войска 69-й армии вышли к Висле, пройдя за месяц свыше 200 километров по территории Белоруссии и Польши. Перед армией была поставлена задача захватить и удержать плацдармы на западном берегу Вислы. В ночь на 31 июля 1944 года в ненастную погоду под сильным огнём противника орудийный расчет Г. И. Пестерева на пароме форсировал Вислу южнее города Пулавы в районе села Кемпа Хотецка (Люблинское воеводство, Польша).
С рассветом противник начал непрерывные атаки превосходящими силами при поддержке артиллерии, пытаясь выбить наши войска с занятого плацдарма. Пестерев поддерживал действия пехотинцев, ведя огонь прямой наводкой по врагу. За день его расчёт уничтожил до 90 солдат и офицеров противника, взорвал станковый пулемёт с расчетом, бивший с укреплённой огневой позиции. В критический момент боя вражеские солдаты вплотную подошли к орудию. Тогда Георгий Пестерев выдвинулся им навстречу и автоматным огнём уничтожил до 20 немецких солдат.
В последующие дни войска 69-й армии объединили захваченные ими на Висле плацдармы в крупный Пулавский плацдарм, с которого войска 1-го Белорусского фронта нанесли удар по немецко-фашистским войскам в ходе Висло-Одерской операции в январе 1945 года.
Указом Президиума Верховного Совета СССР от 21 февраля 1945 года за мужество и героизм, проявленные в борьбе с немецко-фашистскими захватчиками, гвардии старшине Пестереву Георгию Ивановичу присвоено звание Героя Советского Союза с вручением ордена Ленина и медали «Золотая Звезда» под номером 4715.
В боях за освобождение Польши Г. И. Пестерев был тяжело ранен, в госпитале ему ампутировали ногу. В 1945 году старшина Пестерев был демобилизован по инвалидности.
После войны Г. И. Пестерев работал телефонистом на сельской телефонной станции в селе Осиновое Плесо Новокузнецкого района Кемеровской области. В 1972 году переехал в Новокузнецк. Скончался 9 ноября 1995 года.

## Награды
- Герой Советского Союза (21.02.1945)
- Орден Ленина (21.02.1945)
- Орден Красного Знамени (22.09.1944)
- Ордена Отечественной войны 1-й (11.03.1985) и 2-й (16.04.1944) степеней
- Медаль «За отвагу» (13.09.1943)
- Медаль «За боевые заслуги» (31.08.1944)
- Другие медали

## Память
- 7 мая 2016 года в селе Осиновое Плесо открыта мемориальная доска Герою Советского Союза Георгию Пестереву.
- 7 мая 2019 года в Новокузнецке на доме, где проживал Герой (улица Франкфурта, 14), также открыта мемориальная доска в его честь.